# Centenaire de la Commune de Paris
Le centenaire de la Commune de Paris est célébré en France et dans le monde durant le printemps 1971.
L'insurrection révolutionnaire, qui s'est déroulée du 18 mars au 28 mai 1871, est un symbole majeur des mouvements de gauche en France. Sa commémoration s'étale du mois de mars au mois de mai, avec de nombreuses manifestations, expositions, sorties culturelles, colloques scientifiques et plusieurs scandales politiques.
Hégémonique sur la mémoire de la Commune, le Parti communiste français se voit contesté par les mouvements révolutionnaires d'extrême gauche issus de Mai 68, qui proclament la « Commune vivante » pour une mémoire réinventée et festive. Les traditionnelles montées au mur des Fédérés du Père-Lachaise commémorant la Semaine sanglante marquent la division des différents partis en quatre cortèges distincts. Les partis traditionnels organisent plusieurs meetings et banquets durant la durée du centenaire, alors que l'extrême gauche — plus particulièrement les maoïstes de Vive la révolution et le Mouvement de libération des femmes — se mobilise autour d'évènements publics, parfois chahutés.
La Commune n'est pas commémorée par le pouvoir gaulliste en place. Éloigné des médias et des organismes d'État, son anniversaire reste circonscrit aux sphères de la gauche. Malgré cela, le centenaire voit le renouveau des représentations théâtrales et littéraires autour de la Commune.
L'historiographie est elle aussi en mutation, perdant de sa lecture marxiste. Sans pour autant bénéficier de célébrations importantes, les Communes dites de province sont mises en avant.

## Contexte mémoriel et politique
Dès le début du conflit en 1871, les Versaillais construisent une « légende noire » de la Commune, vision caricaturale des communards. Dans cette optique, la vision des vainqueurs présente la Commune comme l'incarnation d'un mal de l'humanité, criminel et incendiaire. Cette conception reste toujours utilisée par les mouvements conservateurs et réactionnaires.
Les différents mouvements révolutionnaires (socialiste, communiste, anarchiste) transforment eux la Commune en une « aurore » des révolutions à venir. Durant le XXe siècle, sa mémoire est accaparée par le Parti communiste français qui l'utilise pour sa propagande pro-soviétique puis lors du Front populaire. Les mouvements de gauche commémorent régulièrement la Commune de Paris, notamment durant le mois de mai avec une manifestation en direction du mur des Fédérés, monument en hommage aux communards et communardes situés dans le cimetière du Père-Lachaise, un des derniers lieux des affrontements en 1871. La manifestation devient annuelle à partir de 1908 et se transforme dans le même temps en manifestation politique. Les conflits fratricides des partis empêchent l'organisation de défilés communs et, à partir de 1921, le Parti communiste français (PCF) et la Section française de l'Internationale ouvrière (SFIO) ne défilent plus le même jour. Après 1947, les plus importantes mobilisations, qui s'étaient notamment fait remarquer lors des manifestations unitaires de 1935 et 1936 et de la Libération, ne sont plus qu'occasionnelles. Les divisions politiques et l'affaiblissement de la classe ouvrière parisienne ont amoindri la capacité mobilisatrice du Mur.
Peu avant le centenaire, les manifestations étudiantes de Mai 68 redonnent de l'importance aux montées au Mur, qui sont organisées en plus grand nombre que les années précédentes. Le mouvement étudiant se réapproprie les codes du mouvement ouvrier, y compris l'épisode de la Commune de Paris dont il revendique l'héritage. La vision de l'insurrection par les mouvements d'extrême gauche, maoïste, trotskiste ou libertaire, sortis renforcés de Mai 68 et de l'influence de la révolution culturelle chinoise, s'oppose à celle du PCF, pour qui la Commune est annonciatrice des révolutions socialistes à venir, et son échec dû au manque d'organisation des communards en un parti fédérateur. L'extrême gauche vilipende ce qui n'est plus, selon elle, qu'un simple hommage aux morts et proclame la « Commune vivante », festive et subversive. Contre la réplique nostalgique du passé, elle propose de réinterpréter la Commune sous un sens actuel ; c'est aussi pour elle l'occasion de s'inscrire dans la mémoire historique.
Les expressions mémorielles changent et la montée au mur n'en est plus le centre, concurrencée par d'autres motifs. L'extrême gauche inquiète le PCF, qui craint d'être contesté dans sa position hégémonique par ceux qu'il qualifie de « gauchistes ». Ces sentiments sont partagés par l'association des Amis de la Commune (1871), principale organisation mémorielle et très liée aux communistes. Dans le bulletin de l'association de 1969, son président, Jacques Duclos, également candidat communiste à l'élection présidentielle, s'alarme : « Le centième anniversaire va être l'occasion de nombreuses manifestations, venant d'horizons extrêmement différents : elles risquent d'être tendancieuses et de falsifier le sens historique de la Révolution communaliste. [...] Il est indispensable que tous les Amis de la Commune [...] se mobilisent afin de faire du centenaire un hommage exemplaire à ceux qui, montant à l'assaut du ciel, ont tracé la voie aux révolutions du XXe siècle. » En 1971, les dissensions entre les différents mouvements politiques sont nettes.

## Évènements commémoratifs partisans
Ni le gouvernement de Jacques Chaban-Delmas ni le président de la République Georges Pompidou, tous deux gaullistes, ne commémorent la Commune. De fait, plusieurs organismes culturels publics d'importance et les médias d'État ne participent pas non à la commémoration, ou alors seulement de manière restreinte,.
La promotion de l'École nationale d'administration entrée en janvier 1970 est partagée pour le choix de son nom, entre « Charles de Gaulle » et « Commune de Paris ». Le premier emporte le vote les départageant de cinq voix seulement,.

### Commémoration par le PCF et les Amis de la Commune

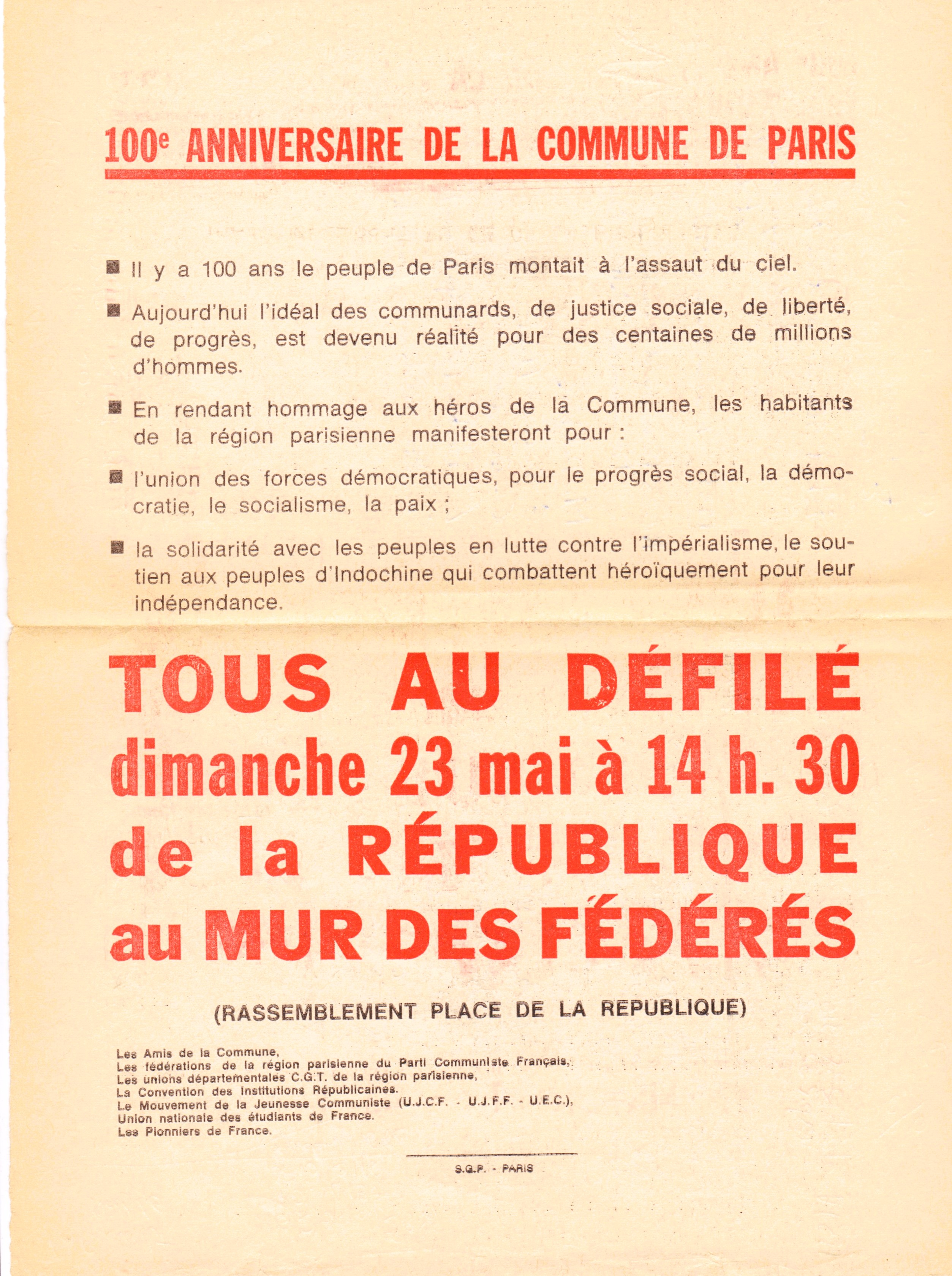
Appel à une montée au mur des Fédérés par les Amis de la Commune, le PCF et la CGT.

Malgré ses craintes,, le Parti communiste français parvient à consacrer son hégémonie dans la diffusion de la mémoire de la Commune, grâce notamment à l'association des Amis de la Commune (1871). Le parti multiplie les évènements, dont notamment un colloque à l'Institut Maurice-Thorez en mai et une exposition au musée d'Art et d'Histoire de Saint-Denis.
L'association des Amis de la Commune, après une refondation menée par son président Jacques Duclos en 1962, s'affaiblit durant les années précédant le centenaire : la candidature de Jacques Duclos à la présidence de la République en 1969 ne permet pas le maintien d'une montée au Mur ; les membres actifs Jean Dautry et Maurice Choury décèdent en 1968 et 1969 peu avant des évènements organisés par l'association. En mars 1970, à deux jours d'intervalle, décèdent le secrétaire général Emmanuel Fleury et le président-adjoint Arthur Adamov. La même année, l'association ne participe pas à la montée au Mur, qui voit se répéter les conflits entre les communistes et ses opposants. Malgré cela, les Amis de la Commune acquièrent une indépendance importante à l'occasion du centenaire. Ils proposent un certain nombre d'évènements commémoratifs ; étant la principale organisation active pour la mémoire de la Commune, ils connaissent une année marquée par une très grande activité.
Le centenaire débute par une exposition à la Fête de l'Humanité en septembre 1970, conjointement organisée avec le musée de l'Histoire vivante de Montreuil. Elle propose plus de trois cent portraits de communards et cent affiches. Elle obtient un vif succès et les affiches sont reprises lors de l'édition suivante. Elles sont cette fois-ci exposées aux côtés des affiches du centenaire, de France comme de l'étranger.
La tradition annuelle du banquet des Amis de la Commune, initiée en 1880, a lieu le dimanche 28 mars 1971 à Montreuil, et plusieurs centaines de personnes y prennent part. Une médaille du centenaire est tirée pour l'occasion par André Gosselin,. Montreuil est le centre des premières commémorations de 1971. Ville communiste située en Seine-Saint-Denis, elle accueille à la fois musée de l'Histoire vivante et les bureaux de l'association des Amis de la Commune. Le jour même, une exposition y est inaugurée. Précédant le banquet, le Parti communiste français organise le 23 mars 1971 un meeting à la maison de la Mutualité, où, outre les discours communistes, se produit un spectacle de chant et de danse par l'Union des syndicats CGT de Paris, intitulé À l'assaut du ciel. L'évènement est suivi par la télévision belge.
Un décompte provisoire réalisé en décembre 1971 établit à cinquante le nombre des interventions des Amis de la Commune, dont trente-cinq dans des entreprises et congrès, six dans des maisons des jeunes et de la culture (MJC) et cinq à l'initiative de municipalités, sans compter l'activité des sections locales et de très nombreuses interventions ponctuelles sollicitées par des branches locales du Parti communiste ou des MJC ; celles-ci ont souvent pour thèmes les figures communardes de Louise Michel et Eugène Varlin. L'association collabore essentiellement avec des villes communistes, qui sont aussi prédominantes parmi celles ayant consacré le nom d'une de leurs rues à un communard.

### Le Comité du centenaire, tentative unitaire
Avec l'ambition de former une gauche unitaire pour les commémorations, un Comité du centenaire de la Commune voit le jour. Déclaré le 24 avril 1971 mais actif dès le mois de mars, il est dirigé par Jacques Énock, un cadre du Parti socialiste. Il réunit différents clubs, le Parti socialiste (PS), la Convention des institutions républicaines (CIR), la Fédération anarchiste (FA), l'Organisation communiste internationaliste (OCI) ainsi que les syndicats Force ouvrière (FO), la CFDT et la Fédération de l'Éducation nationale (FEN), à l'exclusion notable des communistes, de la Confédération générale du travail et des groupes révolutionnaires qui ont refusé de s'y associer.
Le Comité organise le 18 mars, jour du lancement des commémorations, un meeting à la Maison de la Mutualité. De nombreux organismes, allant des socialistes aux anarchistes, rejoignent l'appel : les partis politiques Radicaux de Paris, CIR, PS, OCI et FA, les syndicats CFDT, FO, FEN et l'étudiant Mouvement d'action et de recherche critique, les mouvements socialistes Atelier républicain, Objectif 72, la Ligue des droits de l'homme, le Club Louise Michel, la CEDEP (en), ainsi que les obédiences maçonniques de la Grande Loge de France et du Grand Orient de France. Cette diversité provoque plusieurs divergences et la soirée connaît quelques éclats. Le service d'ordre est assuré par l'Alliance des jeunes pour le socialisme, liée à l'OCI ; cette dernière est alors en conflit avec la Ligue communiste, qui déclare dans son organe Rouge : « les Versaillais Mitterrand-Bergeron, etc. vont fêter la mort de la Commune. »
Dans les deux mois qui suivent, l'association subit la défection de la CFDT et de la Convention des institutions républicaines, qui rejoint les communistes — pourtant à un mois du congrès d'Épinay, où la CIR fusionne avec le PS.

### «La Commune vivante» de l'extrême gauche
Apparus peu avant le centenaire, les journaux de l'extrême gauche post-Mai 68 commémorent tous la Commune. Elle est leur principale référence historique. Soixante-huitards et communards ayant tous deux, à des époques différentes, formé des barricades à Paris, certains se voient porteurs de son héritage radical et de son histoire. Adolphe Thiers, incarnation de la figure sombre de la répression versaillaise, est assimilé à des personnalités contemporaines tout aussi haïes, comme le roi de Jordanie Hussein ou le président de la République Georges Pompidou. Un certain nombre d'organisations d'extrême gauche se regroupent derrière l'association « La Commune vivante » ; elles se réapproprient l'héritage de la Commune et refusent de se limiter à l'hommage aux morts, en tentant de rendre le passé vivant et de l'actualiser.
Les différents groupes politiques réutilisent la Commune selon leurs considérations politiques : « En 1971, le développement de la lutte des classes internationale ouvre la perspective du combat pour la république universelle de conseils. Là est précisément l'actualité de la Commune » d'après l'organe trotskiste de l'Organisation communiste internationaliste La Vérité en mai 1971. L'Humanité rouge maoïste titre le 11 mars 1971 « La Commune n'est pas née des urnes, mais de la violence révolutionnaire » et la branche lyonnaise du PCMLF loue la prise du pouvoir par les armes : « Quel est le secret de la première insurrection prolétarienne victorieuse de l'Histoire, la première qui n'a pas remis le pouvoir à la bourgeoisie après l'avoir requis de force ? [...] L'ouvrier [a compris] qu'il ne doit compter que sur une chose : le fusil. »
Par un manifeste, « La Commune vivante » appelle à la reconquête festive de Paris. Ainsi, le 18 mars,, le Mouvement de libération des femmes investit le jardin du Luxembourg, réclamant « le libre accès aux pelouses [...], la gratuité des jeux et manèges pour enfants » ainsi que celles des chaises,. Vive la révolution, groupe maoïste, et le mensuel qui lui est proche Tout !, s'investissent massivement dans la commémoration. Le 21 mars, « La Commune vivante » organise un rassemblement festif au marché aux puces du boulevard Ornano. 400 militants de Vive la révolution et étudiants des Beaux-Arts, sous le slogan « Comment serait Paris s'il était libre ? » mobilisent 3 000 personnes où jouent fanfare, chants, slogans et spectacles vivants. Un tract proclame : « C'est une ville libérée dans la joie qu'il a fallu défendre les armes à la main contre l'armée des bourgeois. » Les militants sont cependant chargés par des CRS, qui détruisent les instruments de l'orchestre. Sous les cris de « CRS-Versaillais »,, quelques barricades sont érigées et une émeute se poursuit jusqu'à 20 h,.
Dans le 5e arrondissement de Paris, un « Comité d'action Damoclès » appelle à une « grande fête populaire » le 20 mars, dans différents lieux. Les manifestations sont cependant toutes interdites et seule l'École normale supérieure (ENS), située rue d'Ulm, reste ouverte. Le soir du 20 mars, entre 5 000, et 6 000 personnes convergent vers l'ENS. Ce surnombre, imprévu, conduit à des saccages. Un service d'ordre est improvisé par les organisateurs, mais il se montre inefficace. Les dégâts sont estimés à trente millions de francs. La presse s'empare de l'affaire de la « nuit de la Commune » et les responsables politiques, de droite comme de gauche, la récupèrent, respectivement contre les « gauchistes », dont l'ENS serait l'antre, ou contre le gouvernement UDR. Un début d'incendie dans la bibliothèque onze jours plus tard, dont l'origine est inconnue, ajoute de l'huile sur le feu. L'école était alors en proie à d'importants conflits et sortait d'une grève ; le directeur Robert Flacelière démissionne et le ministre de l'Éducation nationale Olivier Guichard ferme l'établissement.
Un événement survenu le 30 avril illustre les tensions entre l'extrême gauche et le PCF. Durant la nuit, un groupe d'ultragauche — auto-désigné d'« imbéciles responsables » — s'introduit au cimetière du Père-Lachaise. Ils graffitent le mur des Fédérés à la peinture rouge : « Trop de massacreurs fleurissent ce mur. Vive la Commune. Vive les émeutiers polonais. Vive les OS du Mans. » Surtout, ils défèquent sur les tombes de Marcel Cachin et Maurice Thorez, dirigeants historiques du PCF, qu'ils accusent d'avoir « recouvert de merde le mouvement communiste » dans un tract de revendication. Ils les taguent aussi des mots : « Traître. Putain. Collabo. » Le PCF, sans toutefois faire mention des slogans politiques, organise un rassemblement (10 000 personnes revendiquées) au mur contre le sacrilège et le danger « gauchiste-fasciste »,. À l'opposé, Tout ! applaudit l'action, caricature Georges Marchais faisant un salut fasciste et raille les réactions du parti communiste,.
La mouvance libertaire est davantage marginale. Elle publie dans La Révolution prolétarienne et Le Monde libertaire des textes anti-autoritaires et humoristiques et dénonce la récupération mémorielle du PCF. Le Monde libertaire ironise : « Louise Michel aurait successivement approuvé les procès de Moscou, la déstalinisation, Prague et l'assassinat des travailleurs polonais par des chars progressistes. »

### Principales montées au mur des Fédérés en mai
Dans la continuité des conflits politiques internes à la gauche, la traditionnelle montée au mur des Fédérés est éclatée en quatre cortèges distincts, parfois hostiles, répartis sur plusieurs jours et qui sont pour les différentes organisations une démonstration de force.
Les trotskistes de la Ligue communiste (devenue Ligue communiste révolutionnaire en 1974) et de Lutte ouvrière appellent à un week-end de commémoration les 15 et 16 mai,. Leur défilé commun du dimanche mobilise 20 000 manifestants et manifestantes (chiffres de Marcel Cerf et Jacques Zwirn, de 3 500 à 35 000 selon les estimations), suivie d'une montée au mur l'après-midi puis d'un spectacle à Jussieu. L'évènement est marqué par son internationalisme : des délégations étrangères participent à la marche (notamment d'Allemagne, du Pakistan et de Suède) et les manifestants scandent : « Vietnam, Laos, non la Commune n'est pas morte ! ». L'ambiance y est très tendue. L'Humanité, organe de presse du Parti communiste français, qualifie l'évènement d'« antiouvrier ».
Deux manifestations prennent place le samedi suivant, le 22 mai. La marche du Comité du centenaire de la Commune, animée principalement par l'Alliance des jeunes pour le socialisme (héritière de la Fédération des étudiants révolutionnaires dissoute, proche de l'Organisation communiste internationaliste) prend place durant l'après-midi. Y participent notamment la Fédération anarchiste — dont les drapeaux noirs sont acceptés avec difficulté par les trotskistes —, le Parti socialiste, Force ouvrière, la Fédération de l'Éducation nationale, ainsi que le Groupe sioniste socialiste et le magazine Témoignage chrétien. De la place Léon-Blum au Père-Lachaise, le Comité revendique 8 000 manifestantes et manifestants. La police en décompte seulement 3 000, Le Monde 5 000 et l'historienne Madeleine Rebérioux 4 000 « au grand maximum ».
Ayant quitté le Comité, la CFDT organise son propre défilé le même jour au matin ; après la défection de la Ligue communiste qui ne croit pas au « sens de la démonstration de la CFDT [qui] reste ambigu », la confédération syndicale est rejointe par le Parti socialiste unifié. Plusieurs organisations d'extrême gauche font banderole commune avec ce dernier, : l'Organisation révolutionnaire anarchiste, l'Alliance marxiste révolutionnaire, La Cause du peuple, Renault Sauvage, Révolution ! et le Secours rouge. Sous le souhait commun de lier le combat des communards avec les mouvements actuels, les mots d'ordres sont diffusés par la CFDT : « Marcellin versaillais », « Commune, socialisme, liberté », « Communards, travailleurs, même combat » et conclut son tract par : « Mai 1968-mai 1971 la classe ouvrière continue de se battre pour sa libération. » Le cortège part de Charonne jusqu'au Père-Lachaise. 4 à 5 000 personnes sont présentes selon Le Monde, 3 000 selon la préfecture et à peine 4 000 selon Madeleine Rebérioux. D'autres festivités sont proposées le jour suivant.

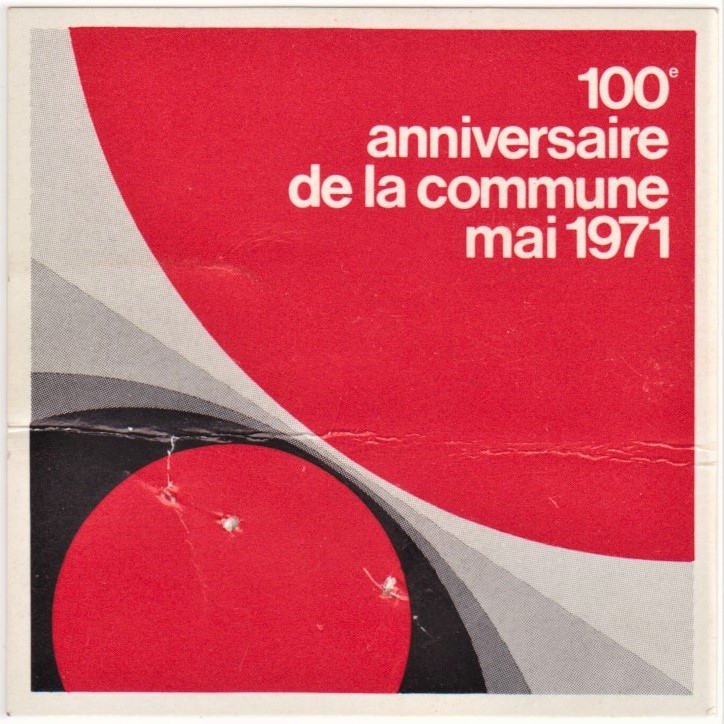
Badge cartonné pour la manifestation du 23 mai 1971 en après-midi, édité par les organisateurs: Parti communiste français et Association des Amis de la Commune de Paris (1871.

La cérémonie organisée le lendemain par le Parti communiste français et ses satellites est la plus importante. Se retrouvent l'association des amis de la Commune de Paris (1871), la Confédération générale du travail, les Pionniers de France, le Mouvement jeunes communistes de France ou encore l'Union des étudiants communistes, rejoints par le bureau national de la Convention des institutions républicaines. Elle s'articule autour du dépôt des cendres du dernier communard en vie, Adrien Lejeune, mort en 1942 en Russie, dont l'urne est exposée à la mairie de sa ville natale Bagnolet depuis deux jours. Le cortège part de la place de la République, accompagné des leaders de la gauche et de l'ambassadeur de l'URSS Valerian Zorine, et rejoint le mur des Fédérés. Les cendres sont dispersées au pied du mur et une stèle est inaugurée. La manifestation réunit 16 000 personnes pour les plus basses estimations, 50 000 personnes pour Le Monde et 80 000 d'après L'Humanité. Le cortège est solennel,, davantage tourné vers « l'hommage funèbre aux morts du siècle passé que l'espérance des héritiers », pour reprendre les mots de Combat.

### Commémoration des communardes par le MLF

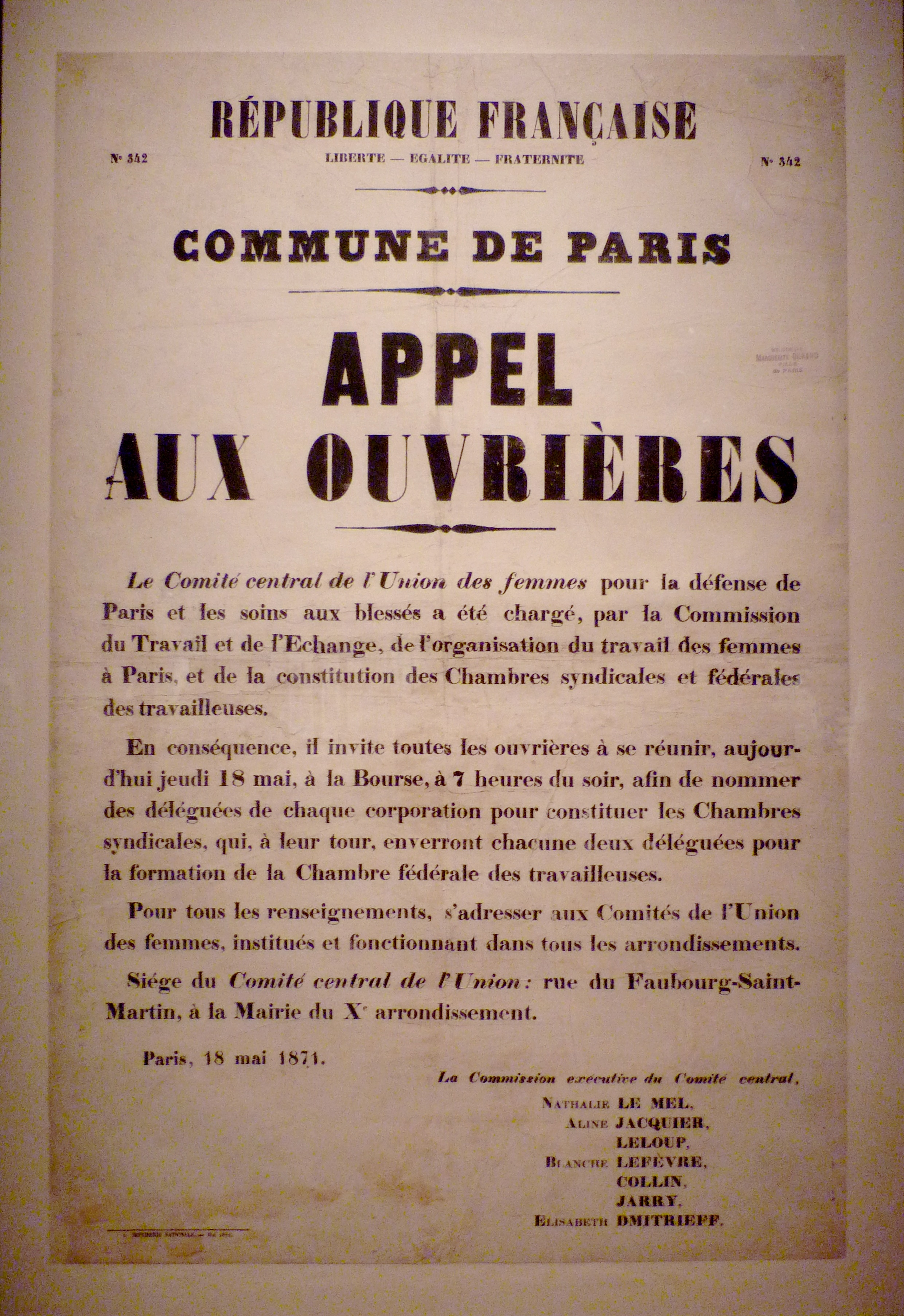
« Appel aux ouvrières » du 18 mai 1871, rédigé par la Commission exécutive du Comité central de l'Union des femmes pour la défense de Paris et les soins aux blessés.

Le Mouvement de libération des femmes lance un appel « Ben quoi la Commune ? Ben quoi les femmes ? » le 25 mars pour un rassemblement en mémoire des communardes le 28 mars à 15 h au square d'Issy-les-Moulineaux, « à quelques pas du fort d'Issy défendu les armes à la main par les femmes de Paris », avec leurs enfants, autour de jeux et de nourriture.
En recopiant au dos de leur tract l'« appel des femmes patriotes de Montrouge et de Belleville », les féministes perpétuent la revendication d'un héritage tout en faisant elles-mêmes histoire, comme l'écrivaient les communardes : « Nous sommes de simples femmes, mais nous ne sommes pas faites d'une étoffe moins forte que celle de nos aïeules de [17]93. Ne permettons pas que leurs ombres rougissent de nous, mais levons-nous et agissons comme elles le feraient si elles vivaient encore. » Cette appropriation de l'héritage des femmes de la Commune est intégrante à un processus de construction d'une historicité du féminisme, qui leur donne légitimité et autorité tout en fournissant aux femmes des modèles protagonistes de l'histoire. Dans ce processus, trois groupes de femmes sont particulièrement mis en avant : les femmes accusées de sorcellerie, les femmes de la révolution de 1789 et celles de 1871. Ainsi, un cercle de travail actif entre 1970 et 1975 est baptisé « Cercle Élisabeth-Dmitrieff », en hommage à la fondatrice de l'Union des femmes pour la défense de Paris et les soins aux blessés — organisation de défense des droits des femmes et une des plus importantes de la Commune —, et le local 13 rue des Cannettes (Paris 6e) porte le nom « local Louise-Michel ».
La Carmagnole des femmes, composée l'année de l'anniversaire, lie les mémoires révolutionnaires. La musique et le nom reprennent La Carmagnole de 1792 alors que les paroles renvoient aux « pétroleuses » communardes : « Sous la Commune de Paris, les pétroleuses avaient surgi / En les voyant lutter les bourgeois ont tremblé / Elles nous montrent la voie / Vive le son (bis) / Vive le son de l'explosion,. » Les féministes s'investissent dans les célébrations du centenaire de la Commune, dont la mémoire propose davantage que celles de la Révolution française, à la fois par son utopisme qui contraste avec une Révolution récupérée par le pouvoir et par la connaissance du rôle important joué par les femmes. Elles reprennent également à leur compte le terme « pétroleuse », injure misogyne condamnant la violence des communardes créée en 1871, par retournement de stigmate, tout en proposant des actions non-violentes.

### Premières commémorations maçonniques

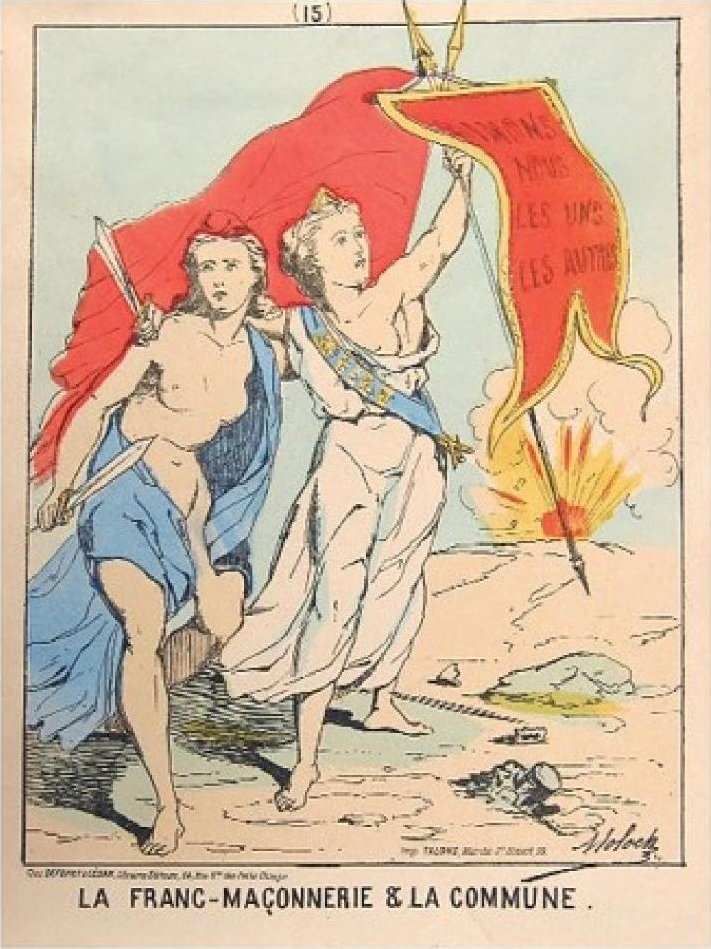
La Franc-maçonnerie et la Commune par Moloch, date inconnue.

Jusqu'en 1971, la commémoration des francs-maçons engagés aux côtés des fédérés est limitée à quelques hommages rendus en privé, au sein des lieux maçonniques de loges parisiennes. La dernière manifestation publique remonte à 1899. Ces commémorations confidentielles prennent fin sous l'impulsion de l'ancien trotskiste Fred Zeller, président du Congrès des loges de la région parisienne du Grand Orient de France (GODF). Après avoir été élu Grand Maître de l'obédience en septembre 1971, il poursuivra une politique d'extériorisation.
Une première manifestation publique est lancée par le GODF, rejoint par l'Obédience mixte « le Droit humain » et la Grande Loge féminine de France ; la Grande Loge de France refuse, arguant que les francs-maçons étaient divisés durant les évènements de la Commune,. Le 24 avril, 4 000 manifestants et manifestantes montent au mur des Fédérés depuis le boulevard de Ménilmontant,. La loge Louise-Michel est fortement représentée. Des tambours, les portes-bannières des loges en activité en 1871 ainsi que les élus du Conseil de l'Ordre forment la tête de cortège. Le défilé dure plus d'une heure, avant un dépôt de gerbes, des discours et une minute de silence au cimetière du Père-Lachaise, où a été accroché un portrait de la « Sœur » Louise Michel. Le soir, une cérémonie commémorative ouverte au public est organisée à l'hôtel du GODF, en présence de René Cassin et Jean Maitron, et se conclut par une Internationale. Une brochure mémorielle est largement diffusée,.

### Actions à l'encontre des symboles versaillais
En protestation envers la répression violente subie par l'extrême gauche, et en particulier celle de la manifestation, du 9 février 1971 place de Clichy du Secours rouge, 200 à 300 étudiants maoïstes, membres de la Gauche prolétarienne, occupent la basilique du Sacré-Cœur de Montmartre le 13 février. L'édifice, dont l'érection a débuté en 1875, est perçu comme une forme d'expiation de la Commune. Tout en appelant à une « grande fête populaire », les manifestants affirment ne vouloir ni détériorer ni entraver les célébrations, mais menacent de violences s'ils sont attaqués, se justifiant d'accomplir une œuvre de justice puisque « le Sacré-Cœur a été bâti sur le sang des communards »,, ; ils voient en la basilique le « symbole de la domination des possédants ». Ils sont soutenus par Jean-Luc Godard et Jean-Paul Sartre, ce dernier se rendant sur place. L'affaire tourne court et ils sont évacués par la police à la demande du recteur Maxime Charles. 69 sont arrêtés et quinze blessés sont décomptés. L'archevêque de Paris François Marty ne porte pas plainte mais leur action tombe sous le coup de la loi « anticasseurs » votée un an plus tôt. Dix sont condamnés à six mois de prison et trois à quatre mois ; François Marty regrette des peines qu'il juge trop sévères,.

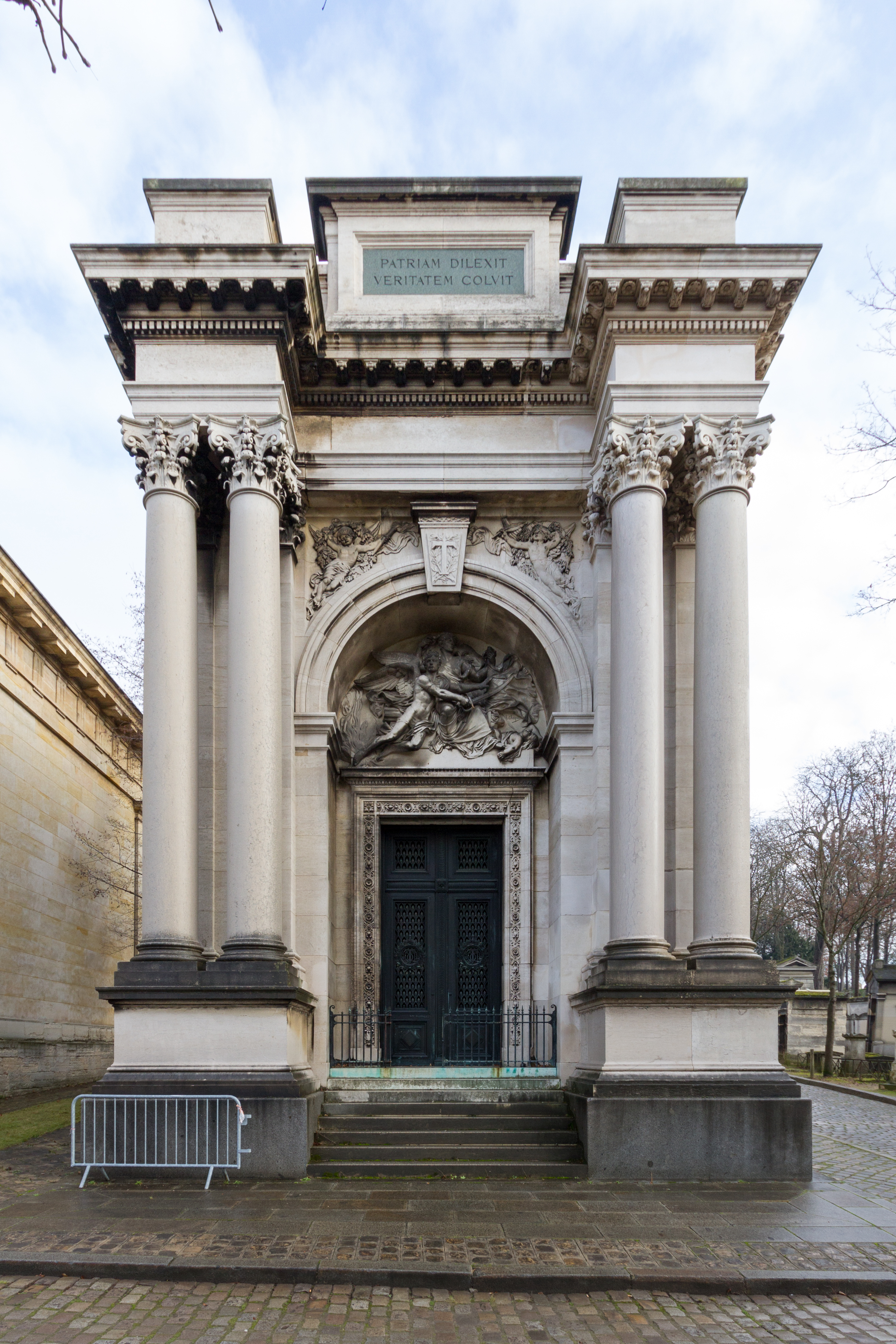
Le mausolée d'Adolphe Thiers au cimetière du Père-Lachaise à Paris.

La mémoire d'Adolphe Thiers, chef du pouvoir exécutif, est ternie par une légende noire qui fait de lui la figure responsable de répression sanglante envers les communards et les communardes. Cette légende noire se poursuit en 1971,. Des statues sont vandalisées et la rue Thiers à Vernon (Eure) est débaptisée, ainsi que celle de Colombes (Hauts-de-Seine), qui devient en mars rue François-Charles-Osyn, du nom de l'internationaliste et élu de la Commune. Des professeurs et élèves du lycée Thiers de Marseille, demandent, comme durant Mai 68, la débaptisation de leur établissement, pour lequel ils réclament le nom de Jules Vallès.
Durant les 72 jours de la commémoration, une rumeur circule : les « gauchistes » souhaiteraient s'en prendre à son mausolée, située au cimetière du Père-Lachaise, ce qui nécessiterait une protection policière. Il est bien la cible de deux attentats, mais durant l'été. Le 26 juin 1971, un engin explosif constitué de cinq bidons d'essence explose, sans toutefois faire de dégâts importants. Le 31 juillet 1971 (où le 29 août), deux pains de plastic alimentés par une mèche lente sont déposés. Un seul explose. L'attentat est revendiqué par un « Groupe 2 pour la protection des Halles ». Dans le contexte de la destruction contestée des pavillons des Halles, celui-ci déclare que, plutôt que les pavillons, il aurait mieux valu s'en prendre à la tombe du « sinistre Thiers », « assassin d'au moins cent-mille communards ».

### Commémoration des otages massacrés
Les cent ans de la Commune de Paris sont aussi, pour les catholiques et les anti-communards, l'anniversaire de la mort des cinquante à cent otages détenus par la Commune, fusillés durant la Semaine sanglante. Parmi eux figure l'archevêque de Paris, Georges Darboy, qu'Adolphe Thiers et la droite ont érigé en martyr. L'année 1971 voit la tentative de quelques commémorations et la médiatisation d'une affaire, opposant l'ancien chef du gouvernement issu de la droite réactionnaire Georges Bidault à Pierre Pierrard, historien et chroniqueur à La Croix, et à l'archevêque de Paris François Marty.

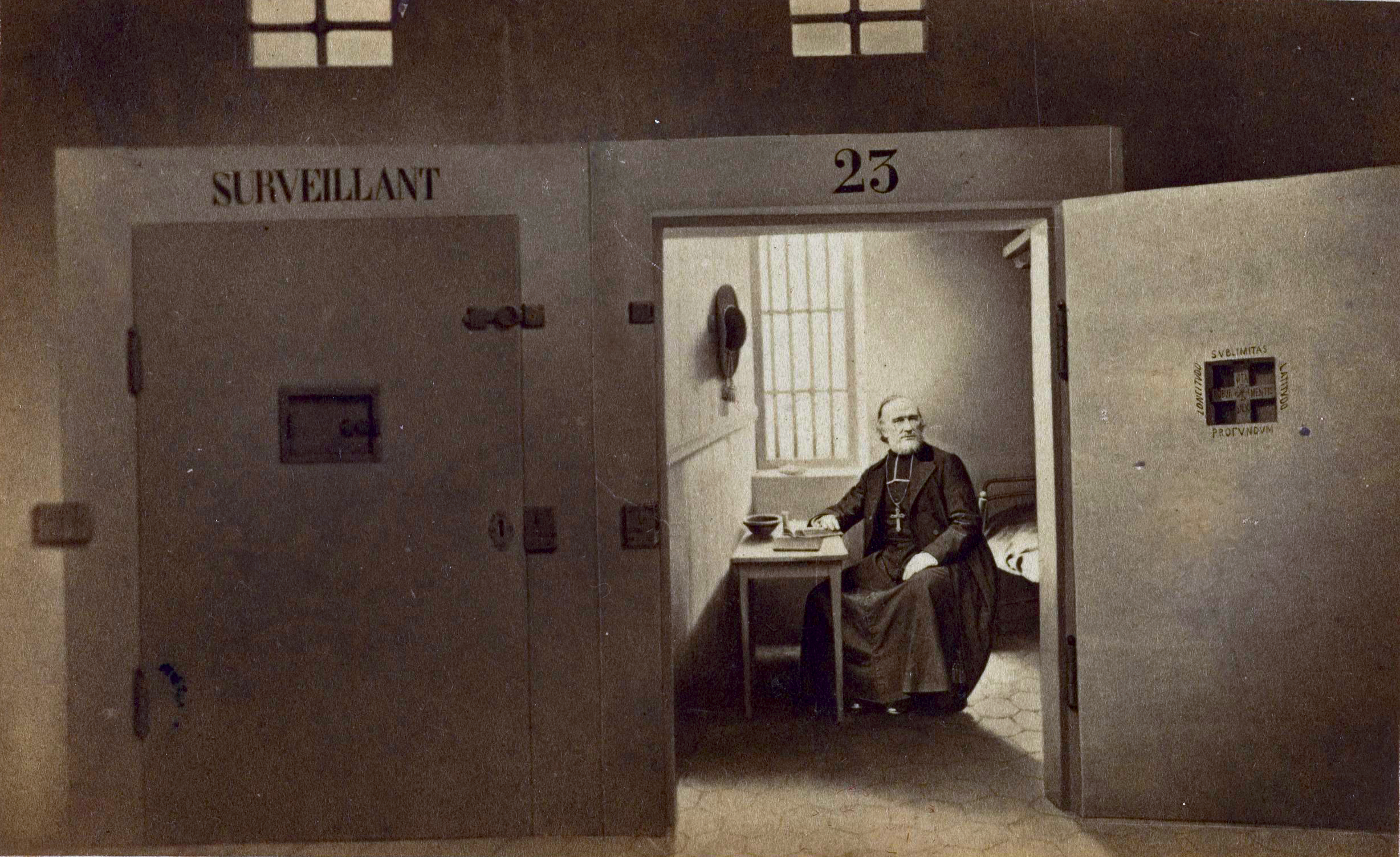
Georges Darboy dans sa cellule de la prison de la Roquette, photomontage d'Ernest-Charles Appert issu des Crimes de la Commune, 1871, musée Carnavalet.

La Croix, quotidien catholique, publie le 13 mars 1971 un article de Pierre Pierrard intitulé « L'Église et la Commune ». L'historien y évoque par les faits et dans leur contexte historique, l'anticléricalisme communard, ses raisons, ainsi que la fusillade des otages. La mise en évidence des responsabilités politiques et sociales de l'Église ne plaît cependant pas à tous, et en particulier à Georges Bidault, qui fustige « un chrétien progressiste encouragé par la tolérance muette de la hiérarchie ». Il dénonce Pierrard à l'archevêque de Paris et somme ce dernier d'organiser « un service solennel à la mémoire des otages [...] à Notre-Dame, au Sacré-Cœur de Montmartre, ou, à la Madeleine ». Entre offrir une victoire politique à la droite réactionnaire et intégriste ou lui donner raison en refusant l'hommage à Georges Darboy, l'archevêque Marty ne choisit pas. Il répond le 15 mai, dans les colonnes de La Croix : « Il est tentant de s'annexer les victimes et de leur faire dire son propre discours ; je ne peux oublier la mort tragique de l'archevêque Mgr Darboy et des otages qui ont été fusillés en mai ; je ne peux oublier la mort tragique de milliers de Parisiens, morts de faim, morts dans les combats, morts dans la répression. [...] Le diocèse de Paris se doit aussi de célébrer la mémoire de son archevêque et des Parisiens tombés il y a cent ans », suggérant la Toussaint et la Commémoration de tous les fidèles défunts comme jours de mémoire. Le 23 mai, à l'anniversaire de la mort de Georges Darboy, il part prier dans le diocèse natal de celui-ci, à Langres, et préside la journée en son honneur ; célébration modeste afin d'œuvrer pour la réconciliation et ne pas rouvrir les blessures. Mécontent de la réponse qui lui est accordé, Georges Bidault s'associe avec le maurassien Pierre Debray et ensemble ils tentent de faire célébrer une messe mémorielle. Une messe prévue le 24 mai à l'église Saint-Thomas-d'Aquin est annulée par le curé, se disant « surpris dans sa bonne foi » par la politisation de l'évènement, après que Georges Bidault y a lancé un appel public,.

## Études historiques

### Historiographie
L'histoire de la Commune de Paris est écrite dès sa chute en 1871. Elle devient un objet d'études de l'histoire de gauche, puis marxiste durant l'entre-deux-guerres (initiée par l'essai de Karl Marx La Guerre civile en France), particulièrement à propos des thèmes économiques et sociaux. Les années 1950 à 1970 marquent le principal effort académique collectif. La problématique est alors de positionner la Commune dans l'histoire du mouvement ouvrier : est-elle le « crépuscule » des révolutions françaises du XIXe siècle ou l'« aurore » du mouvement ouvrier moderne ? Elle serait alors le jalon qui relierait l'abandon de l'idée républicaine et l'avènement du socialisme. Les historiens scrutent ses idéologies, ses personnalités, ses réalisations, et lui cherchent une avant-garde (que pourrait incarner l'Association internationale des travailleurs, AIT), ainsi qu'un rôle dans le passage à l'international des mouvements décriés comme « romantiques » à la lutte politique moderne[pas clair]. Ainsi, la recherche s'internationalise et voit l'investissement de scientifiques d'autres pays d'Europe ou des États-Unis. En dépit de leur orientation politique, ces recherches permettent d'établir des connaissances et des données importantes sur les communards et les débats internes à la Commune, ainsi que de mettre fin à certaines idées reçues,. Plus tardives, les recherches davantage influencées par l'anarchisme, mettent en avant la spontanéité du mouvement révolutionnaire,.

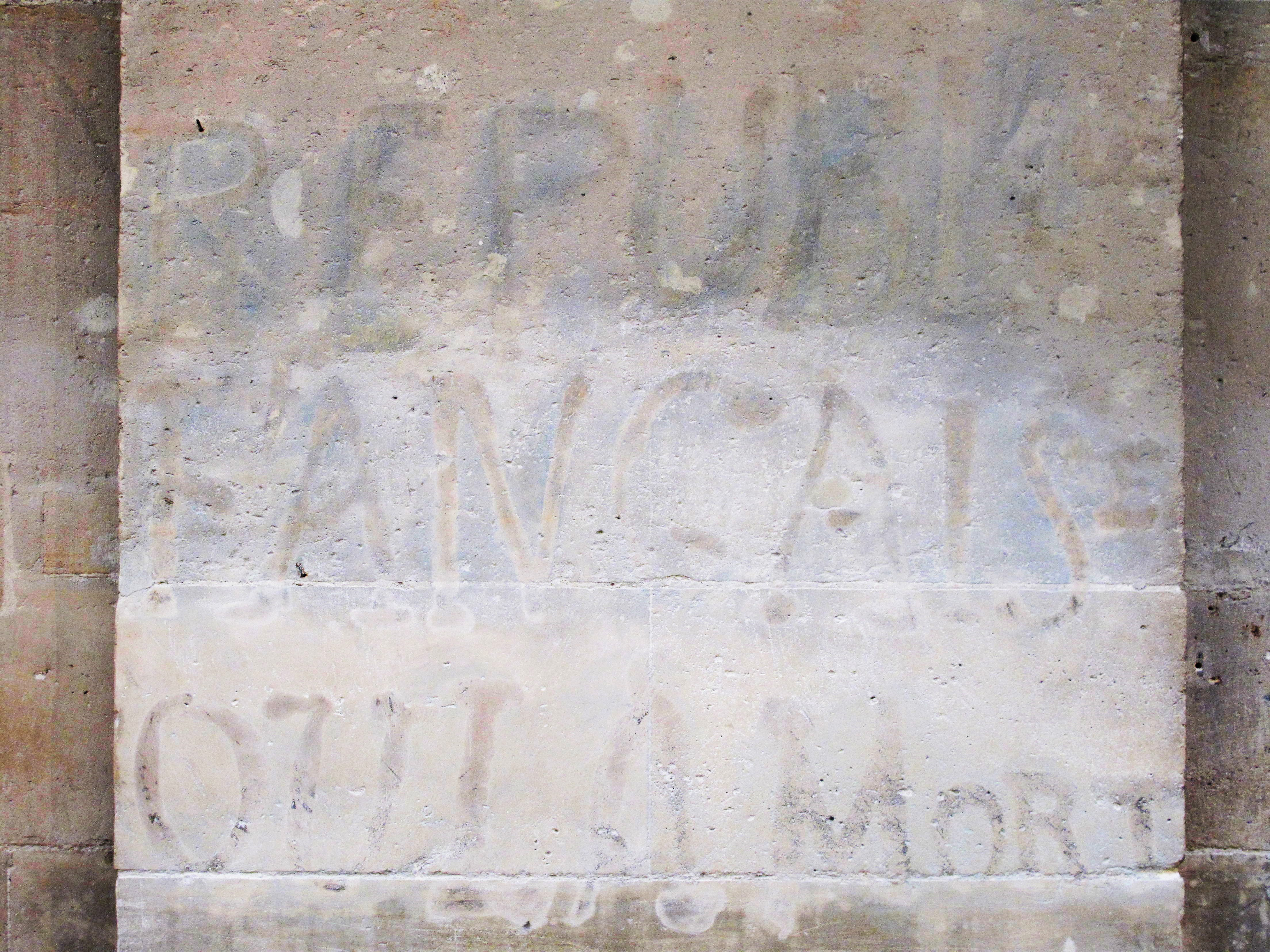
République fancaise ou la mort, graffiti dans l'église Saint-Paul-Saint-Louis.

L'historiographie de l'insurrection parisienne reste ouverte et bénéficie de remises en cause. En 1971, deux éléments forment le jalon d'un changement des problématiques scientifiques : le Colloque universitaire pour la commémoration du Centenaire publié dans Le Mouvement social l'année suivante (à l'opposé du colloque organisé par l'Institut Maurice-Thorez qui reproduit avec dogmatisme la récupération politique de la Commune) et le volume « Jalons pour l'histoire de la Commune de Paris » de l'International Review of Social History (en). Ses principaux apports sont énumérés dans son introduction par Jacques Rougerie, qui participe à l'élaboration de l'ouvrage : perception depuis le continent américain, remise en cause du rôle de l'AIT et mise en avant des Communes dites de province. La revue La Nouvelle critique dans un numéro spécial lance l'exploration, par des historiens marxistes, de pistes nouvelles, telle « La Commune dans les manuels scolaires ». Plusieurs déplacements s'opèrent au cours des recherches des années et des décennies suivantes. La question du « crépuscule » ou de l'« aurore » s'efface peu à peu jusqu'aux années 1980. Ils sont décrits comme suit par Quentin Deluermoz : déconnexion entre l'AIT et la Commune de Paris, abandon d'une lecture en lutte des classes (les notions de « peuple » et d'« ennemis du peuple » prévalaient en 1871), « réévaluation du terrain et de la complexité des situations (pluralité des attentes et des acteurs, modalités multiformes de participation, inachèvement des mesures, etc.) », et enfin la politique de la Commune n'est plus perçue comme un brouillon d'idée comme elle l'était par les historiens marxistes, mais comme forme intégrante des socialismes du XIXe siècle, promouvant la « république démocratique et sociale ».

### Publications
Comme pour tout centenaire, celui de la Commune de Paris est accompagné par une sortie foisonnante d'articles (dans des revues scientifiques ou dans la presse) et d'ouvrages historiques, au contenu inédit ou réédité. Le Magazine littéraire recense en 1971 une soixantaine d'ouvrages parus à l'occasion du centenaire,. C'est le cas d'un certain nombre de témoignages et de mémoires de communards. Quelques-uns sont inédits et d'autres n'ont jamais été republiés depuis le décès de leur auteur. Parmi eux, les Souvenirs d'un insurgé de la Commune, au sein desquels l'universitaire nationaliste Paul Martine conte l'expérience d'un cadre moyen travaillant dans l'administration de la Commune. Jules Andrieu, auteur des Notes pour servir à l'Histoire de la Commune de Paris, est un internationaliste et bureaucrate actif dans l'organisation administrative de Paris, extrêmement critique envers l'organisation de l'insurrection. Réédités pour la première fois depuis 1902, les Souvenirs d'un révolutionnaire de Gustave Lefrançais proposent une relecture anarchiste de son histoire personnelle, qu'il fait débuter en 1869, ainsi que ses divergences avec la Commune et ses erreurs. Les Cahiers rouges de Maxime Vuillaume, publiés par Charles Péguy dans sa revue Cahiers de la Quinzaine entre 1908 et 1904, se veulent être un récit journalistique, écrit par l'un des rédacteurs du Père Duchêne. 
Plusieurs recueils sont édités. L'historien Jacques Rougerie salue notamment la qualité de 1871. La Commune et la question militaire de Patrick Kessel chez l'Union générale d'éditions, regroupant des textes des deux délégués à la Guerre Louis Rossel et Gustave Paul Cluseret, tous deux militaires de l'armée française ayant rejoint l'insurrection, et d'Auguste Blanqui ; un thème peu abordé par les historiens. Roger Dangeville, traducteur de Karl Marx, propose une anthologie des écrits de Marx et Friedrich Engels chez le même éditeur. Les Éditions de l'Histoire sociale proposent plusieurs études contemporaines à la Commune, écrites par Gustave Lefrançais, Jules Guesde, Benoît Malon, Georges Jeanneret et Prosper-Olivier Lissagaray ; l'incontournable Histoire de la Commune de 1871 de Lissagaray est lui publié par les Éditions Maspero. Les biographies sont relativement peu nombreuses. Outre quelques figures indémodables (Auguste Blanqui, Louise Michel, Jules Vallès et hors de France Jarosław Dąbrowski, Léo Frankel et Walery Wroblewski), sont publiées toutefois des biographies de personnages de second plan (les militaires Maxime Lisbonne et Édouard Moreau de Beauvière, le chansonnier Jean Baptiste Clément). Jacques Rougerie observe dans ce phénomène que « les personnalités, sauf exception éminemment représentative, sont de moins en moins ce qui nous intéresse. Les querelles des « gérants » sont tout ce qu'il y a de plus oiseuses, et finalement de peu d'intérêt. Si biographies il doit y avoir, que ce soient de préférence celles des obscurs, des humbles. » Il salue ainsi l'entreprise du Dictionnaire biographique du mouvement ouvrier français, série de dictionnaires conçus par Jean Maitron, dont la période « De la fondation de la première Internationale à la Commune » arrive à son terme en 1971.
Parmi les monographies, la Grande Histoire de la Commune de Georges Soria est la plus imposante. Sur 2 000 pages en cinq volumes richement illustrés, commandée par le Parti communiste français, elle porte la marque de l'historiographie marxiste, même si elle s'en détache par moments, déplorant moins « les erreurs » de la Commune de Paris ou l'absence d'un grand parti révolutionnaire. Dans l'ensemble des ouvrages de synthèse (Jean Bruhat, Maurice Choury, R. L. Williams), Jacques Rougerie remarque particulièrement Les Hommes de la Commune d'André Zeller, et plus encore The Paris Commune 1871 de Stewart Edwards, monographies tenues à jour des travaux les plus récents.

### Colloques
L'anniversaire voit l'organisation de très nombreuses conférences et débats. Les historiens Marcel Cerf et Jacques Zwirn citent les conférences de la Ligue de l'enseignement, celle de la Fédération des officiers et sous-officiers de réserve républicains, ou celle conjointement organisée par La Révolution prolétarienne et l'Union des syndicats.
Différents colloques scientifiques sont organisés. Le premier, « Les écrivains français devant la guerre de 1870 et devant la Commune », a lieu le 7 novembre 1870 et est organisé par la Société d'histoire littéraire de la France. L'intervention de Madeleine Rebérioux sur l'étude de la statistique de la population ouvrière parisienne et de la population insurgée y est remarquée. Trois colloques prennent place durant les mois d'avril à mai : la Semaine de la pensée marxiste se questionne sur les « problèmes de la révolution socialiste en France 100 ans après la Commune », mise en place par le Centre d'études et de recherches marxistes du 22 au 29 avril 1971 à la maison de la Mutualité,, ; un Colloque scientifique international réunissant vingt-six pays, par l'institut Maurice-Thorez du 6 au 9 mai au palais du Luxembourg,, ; un Colloque universitaire pour la commémoration du Centenaire bénéficiant aussi de la participation de scientifiques étrangers et un peu improvisé du 21 au 23 mai à la Sorbonne. Ces deux dernières illustrent les deux conceptions de l'histoire de la Commune, soit partisane soit libérée des considérations politiques : le premier est conclu par l'homme politique communiste Jacques Duclos alors que le second l'est par l'historien Ernest Labrousse,.
En octobre 1971, le Colloque international de Strasbourg du Centre d'études européennes débat sur les « Dimensions et résonances de l'année 1871 » en Europe avec pour fond commun la Commune de Paris. Plusieurs colloques et séminaires internationaux sont organisés dans d'autres pays, comme le colloque international de Moscou le 16 février, un colloque à l'université du Sussex du 26 au 28 mars, une rencontre franco-polonaise du 24 au 26 avril à Varsovie et un colloque l'Université Queen's en Ontario au Canada du 21 au 24 octobre.
Certains sujets d'études particuliers reviennent lors des colloques : le Colloque universitaire pour la commémoration du Centenaire et ceux de Brighton et de Varsovie consacrent plusieurs de leurs journées à la place occupée par la Commune dans les révolutions françaises du XIXe siècle ainsi qu'à l'étude des Communes dites de province. Le colloque français y ajoute une étude de la « tradition culturelle de 1871 à 1914 » et le britannique un aspect idéologique, entre Commune « marxienne » et Commune « bakounienne ». En Pologne, on s'intéresse évidemment à l'impact qu'ont eu dans le pays les périodes révolutionnaires françaises, mais aussi à la conception de l'État communard. La Semaine de la pensée marxiste tenue en avril s'intéresse, outre les thèmes classiques de « l'État et la démocratie », « la culture » et « l'Internationalisme », à plusieurs sujets d'habitude oubliés, comme l'aspect militaire ou l'influence de la Commune sur la fondation de la République.

### Expositions
Destinées au grand public, plusieurs expositions sont organisées de 1971 à 1972. Les deux plus importantes ont lieu dans les musées possédant une collection permanente d'objets de la Commune. Le musée d'Art et d'Histoire de Saint-Denis présente une exposition du 18 mars au 13 septembre 1971, dirigée par Jean Rollin, avec un catalogue de plusieurs centaines de documents,,. Elle est réalisée sous l'égide du leader communiste Jacques Duclos, qui a récupéré des fonds déjà utilisés par Jacques Doriot en 1935. Plus courte dans le temps, celle du musée de l'Histoire vivante à Montreuil, présente elle aussi d'importants documents, du 27 mars à fin mai, en collaboration avec l'association des Amis de la Commune de Paris (1871).
Ni la Bibliothèque nationale ni les Archives nationales n'organisent d'exposition sur la Commune. Quelques autres sont proposées en France, à l'inventaire moins fourni : le département de musique de la Bibliothèque nationale expose sur le thème « Musique et musiciens pendant la Commune », l'Union départementale Force ouvrière de Loire-Atlantique du 8 avril au 31 mai 1971 à Nantes ou les Archives départementales de l'Isère de janvier à juin 1972 à Grenoble. Avec des moyens limités, de nombreuses municipalités, librairies et maisons des jeunes et de la culture présentent une exposition et des feuillets ronéotypés.
Dans d'autres pays, sont présentés « La Commune de Paris 1871 dans le livre et l'image » à la Bibliothèque royale Albert Ier de Bruxelles du 19 février au 3 avril 1971, solidement documentée par Denise De Weerdt, Catherine Oukhow et Francis Sartorius ; « La Comune di Parigi del 1871 » au musée de Milan (it) du 16 décembre 1971 au 15 février 1972, sous la direction de G. Del Bo et A. Bressan, avec la participation de la Fondazione Giangiacomo Feltrinelli (it), Léon Centner et S. Hutchins ; la bibliothèque publique de l'université de Genève, sous la direction de Marc Vuillemier à partir de la collection Perrier.

## Manifestations culturelles

### Théâtre et spectacles
À la suite des événements de mai-juin 1968, le théâtre militant renaît et son effervescence se poursuit au début des années 1970. Sur scène sont abordées les luttes contemporaines comme celles du passé. De par son importance mémorielle, mais aussi par ses actions en faveur de la culture, la Commune de Paris est particulièrement mise en avant. Le critique Georges Baelde décompte une dizaine de pièces sur le thème de la Commune auxquelles il a assisté. L'anniversaire du centenaire marque un second temps dans la représentation théâtrale à propos de la Commune. La période immédiate après sa chute voit un premier mouvement de représentations, jusqu'à ce que celui-ci s'essouffle ; la troisième période correspond aux années 2000 et 2010, marquée par la pièce Barricade de la compagnie Jolie Môme et le cent-quarantième anniversaire.
La nouvelle représentation théâtrale de l'insurrection se développe autour d'un double sens, entre la commémoration et la volonté de rendre vivante les aspirations de la Commune par le jeu scénique. De nombreuses maisons des jeunes et de la culture organisent des évènements commémoratifs, de la soirée à la quinzaine, sous différentes formes.
L'éditeur Pierre-Jean Oswald se démarque en publiant quatre pièces entre 1971 et 1974, dont deux ne sont pas jouées : Commune de Paris d'André Benedetto (1971) et Le Printemps de la Sociale d'André Fontaine (1974),.

### Littérature
Marcel Cerf et Jacques Zwirn recensent six romans sur le thème de la Commune parus entre 1970 et 1975. Différents genres sont représentés, et les sorties les plus notables sont le populaire Le Canon Fraternité de Jean-Pierre Chabrol (1970) et le grivois La Communarde de Cecil Saint-Laurent (alias de Jacques Laurent, 1970),. Ce dernier, dont l'engagement à droite de l'auteur est connu, est d'ailleurs le seul à être critique envers la Commune. Entre eux, les récits partagent des similitudes : le protagoniste est un communard anonyme, croqué dans sa vie de famille et celle de son quartier, la figure héroïque est quant à elle incarnée par le peuple de Paris. C'est une démarcation — particulièrement appuyée chez Chabrol — par rapport aux plus anciens récits sur la Commune, anticommunards comme procommunards, qui prenaient pour protagoniste un intellectuel issu de la bourgeoisie ou de la petite bourgeoisie. L'influence de Mai 68 se fait ressentir, les écrivains s'inspirant de son atmosphère pour imaginer celle de 1871.

### Musique
À l'instar des autres formes d'art populaire, la chanson est utilisée dans les commémorations. Les spectacles mettent en avant les chansons révolutionnaires de la Commune et plusieurs disques sont édités. Certains artistes signent leurs propres compositions. C'est le cas de Jean Ferrat et de son parolier Georges Coulonges,, dont la chanson La Commune, premier titre de l'album Aimer à perdre la raison, connaît le succès. Chanson lyrique, y sont loués les artisans protagonistes de l'insurrection : « Il y a cent ans commun commune / Comme un espoir mis en chantier / Ils se levèrent pour la Commune / En écoutant chanter Pottier »,, mais aussi les chansonniers communards Jean Baptiste Clément (Le Temps des cerises) et Eugène Pottier (L'Internationale).
Les milieux d'extrême gauche révolutionnaire préfèrent à Jean Ferrat une autre chanson intitulée La Commune, mais mieux connue sous le nom Versaillais, Versaillais, signée Jean-Édouard et chantée depuis Mai 68 : « Versaillais, Versaillais / Vous avez fusillé le corps d'une révolution / Vous l'avez jeté en prison / Mais il reste à Paris l'esprit des insurgés (bis) ». Elle est reprise par le groupe des Barricadiers, qui l'enregistrent au côté de Carmela, chanson attribuée au CMDO de Mai 68 et populaire au Quartier latin. Carmela lie les évènements de 1871 et 1968 sur l'air d'Elle n'est pas morte ! d'Eugène Pottier : « Aux barricades de Gay-Lussac / Les enragés en tête / Nous avons déclenché l'attaque / Ah ! foutre Dieu quelle fête ! / Elle en jouissait dans les pavés / En voyant le vieux mond'flamber / Tout ça a prouvé / Carméla / Qu'la Commune n'est pas morte ! » Le poète communiste Guillevic écrit Monsieur Thiers, mis en musique par Max Rongier et interprété par Francesca Solleville sur Francesca Solleville chante la violence et l'espoir en 1972 : « Dépêchez-vous de profiter / Du pouvoir, de votre fortune / Car nous allons exécuter / Le testament de la Commune ».
Quatre albums commémoratifs sont publiés : Autour de la Commune de Marc Ogeret, La Commune de Paris des Quatre Barbus, Chants de la Commune d'un dénommé Groupe « 17 » dirigé par Raphaël Passaquet et La Commune en chantant, album collectif interprété par Francesca Solleville, Armand Mestral et Mouloudji ; ainsi qu'un album live du spectacle À l'assaut du ciel de la Chorale populaire de Paris,,.
- Simone Bartel, « artiste engagée » comme on disait à l'époque, chanta pour le centenaire de la Commune

### Cinéma et télévision
La filmographie de la Commune de Paris est dans l'ensemble plutôt peu fournie, et les premiers films sont soviétiques. Aucun film n'est réalisé en France à l'occasion du centenaire, alors ce sont des films antérieurs qui sont diffusés et redécouverts. Sont ainsi projetés, avant des débats, la fiction muette soviétique La Nouvelle Babylone de Grigori Kozintsev et Leonid Trauberg (1929) et le premier documentaire français contemporain La Commune de Paris de Robert Ménégoz (1952),, conseillé par Albert Soboul, au Marais. Quelques autres documentaires, dont deux soviétiques, sont réalisés en 1971.
Ils sont tous favorables à la Commune et nombre d'entre eux servent un discours politique. Robert Ménégoz fait de la période insurrectionnelle une épopée dramatique. Commandé par le Parti communiste français, son film se conclut inévitablement par la déclaration qu'« Il manque à la Commune, trop souvent divisée, un grand parti organisé, capable d'appliquer le socialisme scientifique, la théorie révolutionnaire de Karl Marx qui remue le monde en faveur de Paris » quand La Commune, Louise Michel et nous de Michèle Guard (1972) vante les mouvements révolutionnaires contemporains présentés en écho à la Commune. Le récit de La Nouvelle Babylone présente un monde manichéen, entre bourgeois et ouvriers, l'effondrement d'un ancien monde et l'avènement d'une nouvelle société.
Invisible jusqu'en mai et critiquée, l'ORTF programme durant le dernier mois du centenaire quelques soirées inégales à propos de la Commune : un Dossier de l'écran le 14 mai 1871, composé d'un exposé illustré d'une heure présenté par Alain Decaux, puis d'un débat, un numéro des Chemins de l'histoire présenté par Jacques Rougerie ainsi qu'un documentaire de Cécile Clairval-Milhaud et Olivier Ricard. D'avril à octobre, la Télévision suisse romande diffuse treize numéros des Dossiers de l’Histoire d'Henri Guillemin. La commémoration étant circonscrite à la gauche, ces diffusions permettent d'informer un public différent.

### Les Gisantsd'Ernest Pignon-Ernest

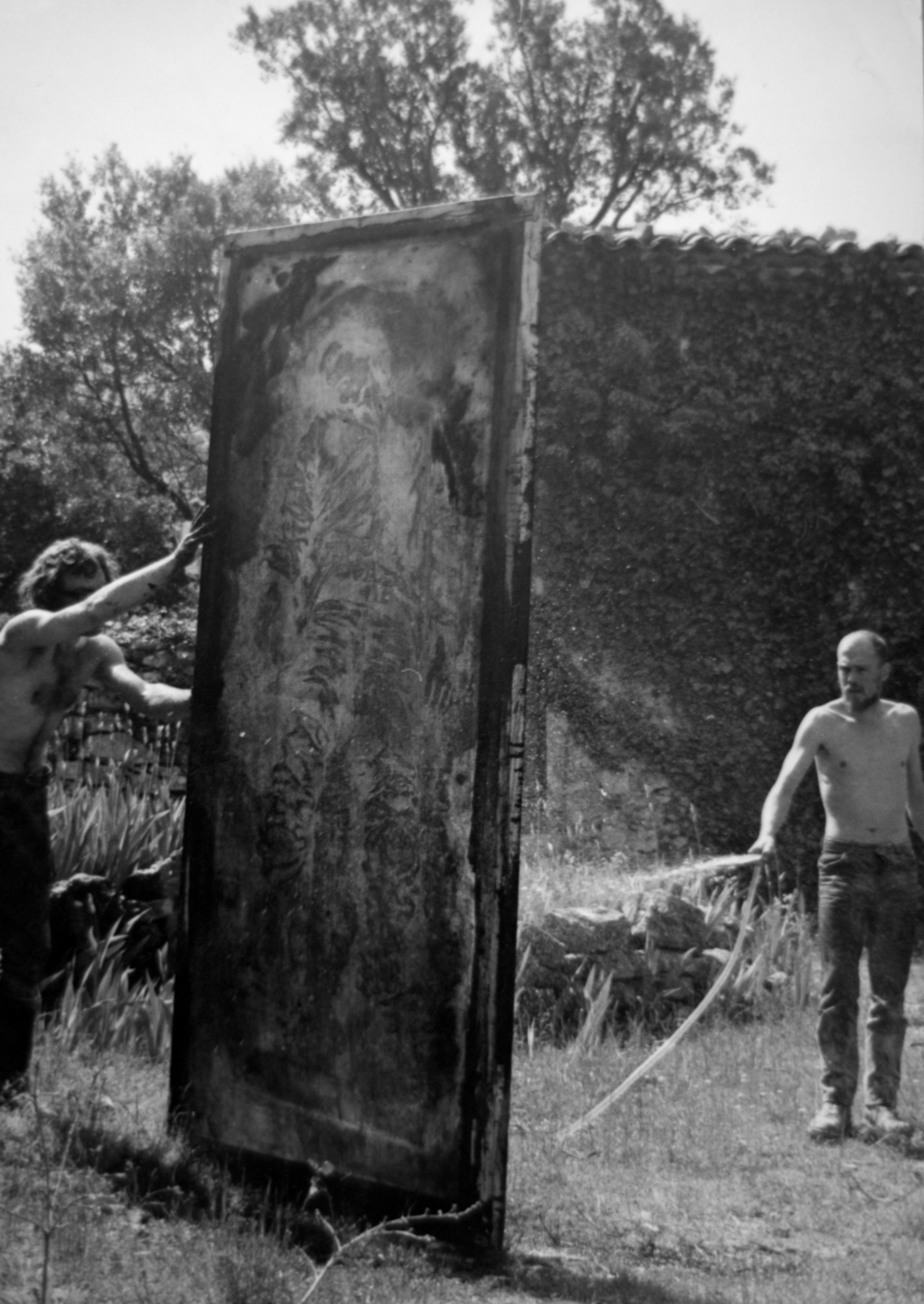
Dacos et Ernest Pignon-Ernest travaillant aux Gisants.

Ernest Pignon-Ernest, artiste plasticien engagé auprès du Parti communiste français, réalise en mai 1971 une œuvre d'art urbain, Les Gisants, composée de longues bandes de papiers sérigraphiées à l'image répétée à l'infini d'un Fédéré fusillé. Invité à peindre un tableau sur la Commune, il se refuse à la peinture d'histoire, genre qu'il considère comme trop froid. De nuit et de façon sauvage, il colle sur les lieux de batailles de la Commune — la Butte-aux-Cailles, le cimetière du Père-Lachaise —, des massacres du 17 octobre 1961 (dizaines d'Algériens indépendantistes) et du 8 février 1962 (dizaine de communistes anti-OAS) — les quais de Seine, la station de métro Charonne — ainsi que sur les marches de la basilique du Sacré-Cœur.
La figure du gisant est anonyme, dénuée de toute référence politique. L'œuvre représente à la fois la violence physique, du mort, et la violence symbolique. Collée à même le sol, les passants la piétinent comme la répression versaillaise a écrasé les communards, et comme la mémoire de la Commune est piétinée. Ernest Pignon-Ernest cherche également à renverser l'imagerie versaillaise de la Commune, faite d'anéantissement et de ruines, en montrant l'insurrection comme une source de création et d'images. Il s'agit là d'une première provocation, qu'il renforce en résumant la Commune par sa répression. La Commune n'est plus monument de destruction mais monument détruit. Un total de 2 000 bandes sont collées avant d'être arrachées par la police dans la matinée ; Ernest Pignon-Ernest subit deux arrestations pendant leur pose.

#### Articles centrés sur le centenaire
- Jacques Rougerie, « Le centenaire de la Commune, Moisson, problèmes, ouvertures », Revue historique, t. 246,‎ octobre 1971, p. 409-422 (lire en ligne).
- Jean Estèbe, « Le centenaire de la Commune par le livre », Le Mouvement social, no 86,‎ janvier 1974, p. 89-112 (lire en ligne).
- Marcel Cerf et Jacques Zwirn, « Le centenaire de la Commune en France (1872-1971) », 1848-Révolutions et mutations au XIXe siècle, no 5,‎ 1989, p. 95-106 (lire en ligne).
- Alain Dalotel, « La place de la Semaine sanglante dans la commémoration de la Commune en France », 1848-Révolutions et mutations au XIXe siècle, no 5,‎ 1989, p. 107-113 (lire en ligne).
- Dan Berindei (en), « Les centenaires de la Révolution de 1848 et de la Commune de Paris en Roumanie », 1848-Révolutions et mutations au XIXe siècle, no 5,‎ 1989, p. 81-87 (lire en ligne).
- Renato Monteleone, « La commémoration de la Commune de Paris en Italie », 1848-Révolutions et mutations au XIXe siècle, no 5,‎ 1989, p. 115-123 (lire en ligne).
- Jean-Paul Salles (avec la collaboration de Jean-Guillaume Lanuque), « La commémoration du centenaire de la Commune », Dissidences-BLEMR,‎ mai 2001.

#### Ouvrages généraux
- Michel Winock, Le socialisme en France et en Europe, XIXe-XXe siècle, Paris, Éditions du Seuil, coll. « Points », 1992, 426 p. (ISBN 2-02-014658-4, lire en ligne), chapitre « La Commune (1871-1971) 3. Façons de s'en servir », p. 216-229.
- Éric Fournier, La Commune n'est pas morte : Les usages politiques du passé, de 1871 à nos jours, Paris, Libertalia, 2013, 196 p. (ISBN 978-2-918059-28-8).
- Rémi Morvan, « Elle n'est pas morte » : une histoire de l'association des Amis de la Commune (1881-1971), Centre d'histoire sociale du XXe siècle, 2015, 206 p. (lire en ligne), chapitre « 1962-1971, en route pour le centenaire. III. Le centenaire ou la Commune pour tous », p. 166-173.

### Filmographie
- 100e anniversaire de la Commune de Roger Vuillemenot, reportage muet en couleurs, 1971, 11 minutes [voir en ligne].